# Aqueduc Wignacourt
L'Aqueduc Wignacourt est une partie du système de canalisations construit à Malte au début du XVIIe siècle afin de pourvoir en eau La Valette, la nouvelle capitale de l'île. Il mesure 5,2 km.

## Besoins en eau
Les ressources en eau douce de l'archipel maltais sont très pauvres. Les habitants avaient l'habitude de recueillir les eaux de pluie dans des citernes pour suppléer aux maigres sources disponibles.
Quand les chevaliers de l'ordre de Saint-Jean de Jérusalem décident d'implanter leur nouvelle capitale-forteresse près du Grand Harbour, le problème de l'approvisionnement en eau est essentiel. Initialement, deux sources sont disponibles, une à proximité du Grand Harbour et une autre près de l'Auberge de Bavière (en), mais ces pauvres ressources sont vite insuffisantes pour une cité qui passe de 4 000 habitants en 1590 à plus de 10 000 en 1614.

## Projet
Quand le nouveau grand maître Alof de Wignacourt arrive au pouvoir en 1601, il lance le projet d'une canalisation permettant d'acheminer à La Valette de l'eau depuis les sources du Jardins du Bosquet. Devant des discussions qui s'éternisent, Wignacourt décide de financer une partie du chantier sur ses fonds propres.

## Réalisation
Dès 1610, le chantier commence, principalement en excavation. Le travail avance d'abord facilement sous la direction de l'ingénieur Natale Tomasuci jusqu'à Attard où des difficultés surgissent devant un relief défavorable. C'est alors l'ingénieur de Bologne Bontadino de Bontadini (en) qui prend le relais du chantier, assisté des architectes maltais Giovanni Attard (en) et Tumas Dingli. Ils poursuivent les canalisation par un aqueduc formé d'arches de pierre d'une longueur de 5,2 km entre Balzan et Ħamrun. L'ouvrage est décoré de fleurs de lys, faisant partie du blason des Wignacourt. Son coût est estimé à 155 000 scudi.
Après Santa Venera, l'eau poursuit son chemin jusqu'à La Valette par une canalisation souterraine.
Bontadino de Bontadini est mystérieusement poignardé avant la fin de l'ouvrage. Les dernières parties de la construction jusqu'à La Valette auraient été supervisées par des ingénieurs turcs capturés.
Le réseau est finalement inauguré en grande pompe le 21 août 1615, en présence d'Alof de Wignacourt.

## Utilisation
Le système est resté opérationnel jusqu'au XXe siècle.